# SQL Server Management Studio
O SQL Server Management Studio (SSMS) é um software lançado pela primeira vez com o Microsoft SQL Server 2005 que é usado para configurar, gerenciar e administrar todos os componentes do Microsoft SQL Server. É o sucessor do Enterprise Manager no SQL 2000 ou anteriores. A ferramenta inclui editores de script e ferramentas gráficas que trabalham com objetos e recursos do servidor.
Um recurso central do SSMS é o Explorador de Objetos, que permite ao usuário navegar, selecionar e agir em qualquer um dos objetos no servidor. Também lançou uma edição Express separada que pode ser baixada gratuitamente; no entanto, as versões recentes do SSMS são totalmente capazes de se conectar e gerenciar qualquer instância do SQL Server Express. A Microsoft também incorporou compatibilidade com versões anteriores para versões mais antigas do SQL Server, permitindo que uma versão mais recente do SSMS se conecte a versões mais antigas de instâncias do SQL Server. Ele também vem com o Microsoft SQL Server Express 2012 ou os usuários podem baixá-lo separadamente.
A partir da versão 11, o aplicativo foi baseado no shell do Visual Studio 2010, usando WPF para a interface do usuário. As versões 18 e posteriores são baseadas no Visual Studio 2017 Isolated Shell.
Em junho de 2015, a Microsoft anunciou sua intenção de lançar versões futuras do SSMS independentemente dos lançamentos do mecanismo de banco de dados do SQL Server.